# Kazuki Hiramoto
Kazuki Hiramoto (jap. 平本 一樹 Hiramoto Kazuki; ur. 18 sierpnia 1981) – japoński piłkarz. Obecnie występuje w Tokyo Verdy.

## Kariera klubowa
Od 1999 roku występował w klubach Tokyo Verdy, Yokohama FC, FC Machida Zelvia i Ventforet Kofu.

## Kariera reprezentacyjna
W 2001 roku Kazuki Hiramoto zagrał na Mistrzostwach Świata U-20.